# 3568 ASCII
ASCII (asteróide 3568) é um asteróide da cintura principal, a 2,3727505 UA. Possui uma excentricidade de 0,2441247 e um período orbital de 2 031,42 dias (5,56 anos).
ASCII tem uma velocidade orbital média de 16,81093229 km/s e uma inclinação de 19,45787º.
Este asteróide foi descoberto em 17 de outubro de 1936 por Marguerite Laugier.